# Ibis ermità
L'ibis ermità (Geronticus eremita) és una espècie d'ocell de la família Threskiornithidae. Està en greu perill d'extinció i només es poden trobar al Marroc i en algunes parts de Síria.
Al parc nacional de Souss Massa habita en penya-segats costaners on existeixen diversos nuclis de nidificació que són considerats una sola colònia. Anteriorment estaven ben estesos per diverses àrees del Marroc, incloent les muntanyes de l'interior. Aquest parc nacional i les àrees adjacents eren ben conegudes per a l'Ibis ermità perquè proporcionaven a un gran nombre d'exemplars de l'espècie un hàbitat estable fora de l'època de reproducció.
L'Ibis ermità s'alimenta a l'estepa litoral sorrenca, introduint el llarg bec a la sorra a la recerca d'escíncids i altres invertebrats, i entre els matolls esclarissats per caçar coleòpters i escorpins. S'ha comprovat que la seva supervivència i èxit reproductor estan lligats a la disponibilitat d'aigua.

## Conservació
L'última població viable que es troba a Souss-Massa i a la costa adjacent està formada per una mica més de 100 parelles i manté un creixement petit però constant des de fa anys. La Sociedad Española de Ornitología (SEO/BirdLife), com a representant de BirdLife International, porta a terme diverses accions de conservació i desenvolupament sostenible en aquest parc nacional, amb el suport de diverses institucions, particularment l'AECID, però també la Fundació Territori i Paisatge i la Fundació Príncep Albert de Mònaco, entre d'altres. SEO/BirdLife coordina al Marroc el programa país de BirdLife International i en aquesta qualitat ha participat en la redacció del pla d'acció al Marroc, destinat a la preservació de l'espècie. L'espècie compta també amb una reduïda població no lluny de Palmira, a Síria, tot i que el nombre d'exemplars és extremadament petit. També n'hi ha en semicaptivitat a Bireçik (Turquia).
S'ha creat un grup internacional per a la seva conservació, l'IAGNBI, que coordina accions en tota l'àrea de distribució natural (Marroc, Síria i Turquia) i en altres llocs on s'han produït reintroduccions d'exemplars nascuts en captivitat. Des de 2004 s'han estat reintroduint fins a 215 exemplars al sud d'Espanya, a la província de Cadis, per tal d'aconseguir la seva reproducció en llibertat i retornar aquest ocell a la fauna autòctona de la península Ibèrica, cinc-cents anys després de la seva extinció en aquesta part del món. El projecte va tenir èxit i el primer episodi reproductor natural es va donar el 2008 en uns penya-segats del parc natural La Breña i aiguamolls de Barbate.
El 2025 es posa en marxa un projecte d'introducció als Aiguamolls de l'Empordà